# Liste der Stolpersteine in Seesen
Die Liste der Stolpersteine in Seesen enthält alle Stolpersteine, die im Rahmen des gleichnamigen Kunst-Projekts von Gunter Demnig in Seesen und im Ortsteil Rhüden verlegt wurden. Am 25. Juli 2006 wurde der erste Stein verlegt, dem folgten am 9. März 2012 weitere 12 Steine und eine Stolperschwelle. Am 3. Dezember 2012 wurden erstmals in Rhüden drei Steine an zwei Adressen und am 4. Dezember 2012 in Seesen 18 weitere Steine an fünf Adressen verlegt. Damit verfügt Seesen über 33 Stolpersteine und eine Stolperschwelle.

## Liste der Stolpersteine in Seesen
| Adresse                    | Datum der Verlegung | Person | Inschrift | Bild                 |
| -------------------------- | ------------------- | --- | --- | -------------------- |
| Lange Straße 19 ·          | 25. Juli 2006       | Liselotte Rosenbaum (1909–1943) wurde am 20. Dezember 1909 in Förste bei Osterode geboren. Ihre Eltern waren Julius und Klara Rosenbaum, geb. Hanauer, und sie hatte einen dreieinhalb Jahre jüngeren Bruder Kurt. Ihr Vater starb 1914 und so wuchs sie nur mit ihrer Mutter und ihrem Bruder auf. An einer Handelsschule lernte sie und machte danach eine Ausbildung zur Sekretärin. Ihr Bruder Kurt machte ab 1932 eine Ausbildung in Münster, ein Jahr später folgten sie ihm nach. Als das Geschäft, in dem Lieselotte und Kurt arbeiteten, „arisiert“ wurde, emigrierte Kurt 1936 nach Holland und 1937 weiter nach Südafrika, wo er dann lebte. Seine Mutter folgte ihm kurz darauf, Lieselotte gelang die Emigration nicht und ging deshalb nach Hannover, wo sie bei Tanten unterkam. Am 31. März 1942 wurde sie ins Warschauer Ghetto deportiert und am 2. Mai 1943 weiter nach Trawniki, im November 1943 wurde sie in Lublin bzw. Trawniki ermordet. Nach ihrer Deportation hatte sie am 9. April 1942 Martin Heine, den sie in Hannover kennengelernt hatte, im Warschauer Ghetto geheiratet. Einen Tag später war er nach Treblinka deportiert worden. | Hier wohnte LISELOTTE ROSENBAUM Jg. 1909 deportiert 1942 Ghetto Warschau ermordet Nov. 1943 Lublin                                            | Liselotte Rosenbaum  |
| Jacobsonstraße ·           | 9. März 2012        | Max Gerson (1874–?) wurde am 3. Juni 1874 in Seesen geboren und lebte zuletzt in Berlin-Zehlendorf. Er was der Bruder von Elsa und Ernst Gerson. Am 28. März 1942 wurde er von Berlin in das Ghetto Piaski deportiert und dort ermordet. Am 25. September 2006 ist für ihn in der Schützallee 45 in Berlin-Zehlendorf ein Stolperstein gelegt worden. Siehe Liste der Stolpersteine in Berlin-Zehlendorf. | Hier wohnte MAX GERSON Jg. 1874 deportiert 1942 Piaski ermordet                                                                               | Max Gerson           |
| Jacobsonstraße ·           | 9. März 2012        | Ernst Gerson (1878–1942) wurde am 1. Februar 1878 in Seesen geboren und lebte zuletzt in Berlin-Zehlendorf. Er war der Bruder von Elsa und Max Gerson. Am 27./29. Oktober 1941 wurde er ab Berlin in das Ghetto Litzmannstadt in Łódź deportiert, wo er am 11. Januar 1942 ermordet wurde. Am 25. September 2006 ist für ihn in der Schützallee 45 in Berlin-Zehlendorf ein Stolperstein gelegt worden. Siehe Liste der Stolpersteine in Berlin-Zehlendorf. | Hier wohnte ERNST GERSON Jg. 1878 deportiert 1941 Lodz ermordet 11.1.1942                                                                     | Ernst Gerson         |
| Jacobsonstraße ·           | 9. März 2012        | Elsa Gerson (1880–?) wurde am 7. August 1880 in Seesen geboren und lebte zuletzt in Berlin-Zehlendorf. Sie war die Schwester von Max und Ernst Gerson. Am 28. März 1942 wurde sie von Berlin in das Ghetto Piaski deportiert und dort ermordet. Am 25. September 2006 ist für sie in der Schützallee 45 in Berlin-Zehlendorf ein Stolperstein gelegt worden. Siehe Liste der Stolpersteine in Berlin-Zehlendorf. | Hier wohnte ELSA GERSON Jg. 1880 deportiert 1942 Piaski ermordet                                                                              | Elsa Gerson          |
| Jacobsonstraße ·           | 9. März 2012        | Gotthold Herzberg (1875–?) wurde am 3. Dezember 1875 in Seesen geboren und lebte zuletzt in Berlin-Steglitz und Berlin-Schöneberg. Am 2. April 1942 wurde er ab Berlin ins Warschauer Ghetto deportiert und dort ermordet. | Hier wohnte GOTTHOLD HERZBGERG Jg. 1875 deportiert 1942 ermordet im Ghetto Warschau                                                           | Gotthold Herzberg    |
| Jacobsonstraße ·           | 9. März 2012        | Helene Winter (1879–?) wurde am 30. August 1879 als Helene Stern in Seesen geboren und lebte in Clausthal-Zellerfeld. Am 31. März 1942 wurde sie ins Warschauer Ghetto deportiert, ermordet und nach dem Zweiten Weltkrieg für tot erklärt. | Hier wohnte HELENE WINTER geb. Stern Jg. 1879 deportiert 1942 ermordet im Ghetto Warschau                                                     | Helene Winter        |
| Jacobsonstraße ·           | 9. März 2012        | Julius Stern (1901–1944) wurde am 19. September 1901 in Aschersleben geboren und lebte zuletzt in Berlin. Von dort emigrierte er nach Amsterdam in die Niederlande, wurde dann deportiert und am 31. März 1944 ermordet. Er war mit Hanny Stern verheiratet. | Hier wohnte JULIUS STERN Jg. 1901 Flucht Holland versteckt/verraten interniert Westerbork deportiert 1942 Auschwitz ermordet 1944             | Julius Stern         |
| Jacobsonstraße ·           | 9. März 2012        | Hanny Stern (1907–1942) wurde am 21. März 1907 als Hanny Abt in Melsungen geboren. Sie lebte bis zum Zweiten Weltkrieg in Berlin und emigrierte dann nach Amsterdam. Von dort wurde sie 1942 nach Auschwitz deportiert und am 7. September 1942 ermordet. Sie war mit Julius Stern verheiratet. | Hier wohnte HANNY STERN geb. Abt Jg. 1907 Flucht Holland versteckt/verraten interniert Westerbork deportiert 1942 Auschwitz ermordet 7.9.1942 | Hanny Stern          |
| Poststraße 4 ·             | 9. März 2012        | Max Bremer (1875–1933) wurde am 14. April 1875 in Seesen geboren und lebte auch dort. Er starb am 17. März 1933 in einer Gefängniszelle in Seesen, nachdem er nach einem Verhör durch den SA-Führer Karl Sauke dort am 15. März 1933 in „Schutzhaft“ genommen und gefoltert wurde. | Hier wohnte MAX BREMER Jg. 1875 verhaftet 15.3.1933 'Schutzhaft' Gefängnis Seesen tot 17.3.1933 an den Folgen der Folter                      | Max Bremer           |
| Poststraße 4 ·             | 9. März 2012        | Frieda Bremer (1879–?) wurde am 19. April 1879 als Frieda Mendel in Arnstadt geboren. Sie lebte in Arnstadt, Seesen und Erfurt. Am 10. Mai 1942 wurde sie ab Weimar ins Ghetto Bełżyce deportiert. Für sie wurde in Arnstadt 2012 ebenfalls ein Stolperstein verlegt, siehe Liste der Stolpersteine in Arnstadt. | Hier wohnte FRIEDA BREMER geb. Mendel Jg. 1879 deportiert 1942 Richtung Osten ermordet                                                        | Frieda Bremer        |
| Poststraße 4 ·             | 9. März 2012        | Selma Goldmann (1871–1942) wurde am 12. Oktober 1871 als Selma Bremer in Seesen geboren und lebte in Osterode am Harz und in Wuppertal. Am 21. Juli 1942 wurde sie ab Düsseldorf nach Theresienstadt ins Ghetto deportiert und am 21. September 1942 nach Treblinka ins Vernichtungslager, wo sie ermordet wurde. Für Selma Goldmann wurde 2010 in Osterode am Harz ebenfalls ein Stolperstein verlegt. Siehe Liste der Stolpersteine in Osterode am Harz. Sie lebte seit 27. Juni 1939 mit ihrem Mann Louis Goldmann in Wuppertal. | Hier wohnte SELMA GOLDMANN geb. Bremer Jg. 1871 deportiert 1942 Theresienstadt ermordet 21.9.1942 Treblinka                                   | Selma Goldmann       |
| Poststraße 4 ·             | 9. März 2012        | Ida Bloch (1873–1944) wurde am 11. Dezember 1872 als Ida Bremer in Essen geboren. Sie lebte in Wuppertal, Seesen und Köln. Am 21. Juli 1942 wurde sie ab Düsseldorf in das Ghetto Theresienstadt deportiert und dort am 20. April 1944 ermordet. | Hier wohnte IDA BLOCH geb. Bremer Jg. 1873 deportiert 1942 Theresienstadt ermordet 20.4.1944                                                  | Ida Bloch            |
| Poststraße 4 ·             | 9. März 2012        | Ida Paulina Prins (1921–?) wurde am 24. Mai 1921 als Ruth Ida Paulina Bloch in Seesen geboren. Sie lebte in Seesen und emigrierte am 10. April 1939 nach Den Haag in die Niederlande. 1942 wurde sie nach Auschwitz ins Vernichtungslager deportiert und am 12. Oktober 1942 ermordet. | Hier wohnte IDA PAULINA PRINS geb. Bloch Jg. 1921 deportiert 1942 ermordet in Auschwitz                                                       | Ida Paulina Prins    |
| Jacobsonstraße 21 ·        | 4. Dezember 2012    | Friederike Hamm (1855–1943) wurde am 17. November 1855 als Friederike Weinberg in Westerkappeln geboren, sie lebte zuletzt in Wuppertal. Am 21. Juli 1942 wurde sie mit Transport VII/1-261 von Düsseldorf nach Theresienstadt deportiert und am 1. Januar 1943 ermordet. | Hier wohnte FRIEDERIKE HAMM geb. Weinberg Jg. 1855 deportiert 1942 Theresienstadt ermordet 1.1.1943                                           | Friederike Hamm      |
| Jacobsonstraße 21 ·        | 4. Dezember 2012    | Gerhard Julius Hamm (1922–1942) wurde am 7. August 1922 in Seesen geboren und lebte in Seesen und Hamburg. Er war der Bruder von Horst Friedrich Hamm. Am 19. November 1938 emigrierte er in die Niederlande und war vom 8. Mai 1942 bis 15. Juli 1942 im Sammellager Westerbork inhaftiert. Von dort erfolgte am 15. Juli 1942 die Deportation ins Vernichtungslager Auschwitz, wo er am 9. September 1942 ermordet wurde. | Hier wohnte GERHARD JULIUS HAMM Jg. 1922 deportiert 1942 Auschwitz ermordet 9.9.1942                                                          | Gerhard Julius Hamm  |
| Jacobsonstraße 21 ·        | 4. Dezember 2012    | Horst Friedrich Hamm (1924–1942) wurde am 24. Dezember 1924 in Seesen geboren und lebte in Seesen und Hamburg. Er war der Bruder von Gerhard Julius Hamm. Am 30. November 1938 emigrierte er in die Niederlande und war dann bis 1942 im Sammellager Westerbork inhaftiert. Von dort erfolgte 1942 die Deportation ins Vernichtungslager Auschwitz, wo er am 5./30. September 1942 ermordet wurde. | Hier wohnte HORST FRIEDRICH HAMM Jg. 1924 deportiert 1942 Auschwitz ermordet 30.9.1942                                                        | Horst Friedrich Hamm |
| Jacobsonstraße 21 ·        | 4. Dezember 2012    | Hugo Hamm (1862–1942) wurde am 8. April 1862 in Seesen geboren und lebte zuletzt in Berlin-Schöneberg. Am 19. August 1942 wurde er zunächst nach Theresienstadt und am 26. September 1942 ins Vernichtungslager Treblinka deportiert. | Hier wohnte HUGO HAMM Jg. 1862 deportiert 1942 Theresienstadt ermordet 26.9.1942 Treblinka                                                    | Hugo Hamm            |
| Jacobsonstraße 21 ·        | 4. Dezember 2012    | Moritz Hamm (1871–1943) wurde am 22. Juni 1871 in Seesen geboren und lebte zuletzt in Erfurt. Am 20. September 1942 wurde er nach Theresienstadt deportiert und starb dort am 10. August 1943. Seine Schwester war Johanne Plaut, geb. Hamm. | Hier wohnte MORITZ HAMM Jg. 1871 deportiert 1942 Theresienstadt ermordet 10.8.1943                                                            | Moritz Hamm          |
| Jacobsonstraße 21 ·        | 4. Dezember 2012    | Clara Löwenberg (1860–1942) wurde am 11. September 1860 als Clara Hamm in Seesen geboren, sie lebte zuletzt in Berlin-Wilmersdorf. Am 14. Juli 1942 wurde sie nach Theresienstadt und am 19. September 1942 ins Vernichtungslager Treblinka deportiert, wo sie ermordet wurde. Für Clara Löwenberg wurde auch in der Trautenaustraße 14 in Berlin-Wilmersdorf ein Stolperstein verlegt. | Hier wohnte Clara Löwenberg geb. Hamm Jg. 1860 deportiert 1942 Theresienstadt ermordet 19.9.1942 Treblinka                                    | Clara Löwenberg      |
| Lange Straße 40 ·          | 4. Dezember 2012    | Moritz Nußbaum (1888–?) wurde am 6. März 1888 in Brakel geboren und lebte in Brakel, Bonn und Köln. Er war im Zwangsarbeitslager Bardenberg und im Sammellager Köln-Müngersdorf inhaftiert, bevor er am 20. Juli 1942 nach Minsk deportiert wurde. Er starb in der Vernichtungsstätte Maly Trostinec und wurde nach dem Zweiten Weltkrieg für tot erklärt. Julius Nußbaum und Moritz Nußbaum waren Brüder. | Hier wohnte MORITZ NUSSBAUM Jg. 1888 deportiert 1942 Minsk ermordet                                                                           | Moritz Nußbaum       |
| Lange Straße 40 ·          | 4. Dezember 2012    | Siegfried Nußbaum (1896–1938) wurde am 17. April 1896 in Seesen geboren und lebte dort. Am 14. November 1938 starb er nach Schussverletzungen in Osterode am Harz. Er war Küster in der Synagoge in Seesen und wurde in der Reichspogromnacht des 10. November 1938 misshandelt und in den Rücken geschossen. | Hier wohnte SIEGFRIED NUSSBAUM Jg. 1896 niedergeschossen 10.11.1938 tot 14.11.1938                                                            | Siegfried Nußbaum    |
| Lange Straße 40 ·          | 4. Dezember 2012    | Julius Nußbaum (1886–?) wurde am 2. Juli 1886 in Brakel geboren und lebte in Krefeld-Uerdingen. Am 22. April 1942 wurde er ab Düsseldorf in das Ghetto Izbica deportiert und nach dem Zweiten Weltkrieg für tot erklärt. Julius Nußbaum und Moritz Nußbaum waren Brüder. | Hier wohnte JULIUS NUSSBAUM Jg. 1886 deportiert 1942 Izbica ermordet                                                                          | Julius Nußbaum       |
| Lange Straßer 19 ·         | 4. Dezember 2012    | Helene Rosenbaum (1883–?) wurde am 13. Februar 1883 als Helene Simon in Seesen geboren und lebte zuletzt in Hannover. Am 31. März 1942 wurde sie ins Warschauer Ghetto deportiert. | Hier wohnte HELENE ROSENBAUM geb. Simon Jg. 1883 deportiert 1942 Ghetto Warschau ermordet                                                     | Helene Rosenbaum     |
| Lange Straßer 19 ·         | 4. Dezember 2012    | Charlotte Heine (1909–1943) wurde am 20. Dezember 1909 als Helene Rosenbaum in Förste geboren und lebte in Münster und Hannover. Am 31. März 1942 wurde sie ins Warschauer Ghetto und am 2. Mai 1943 nach Trawniki deportiert, wo sie am 3. November 1943 ermordet wurde. | Hier wohnte CHARLOTTE HEINE geb. Rosenbaum Jg. 1909 deportiert 1942 Ghetto Warschau ermordet Nov. 1943 Trawniki                               | Charlotte Heine      |
| Lange Straßer 19 ·         | 4. Dezember 2012    | Frieda Hanauer (1876–1944) wurde am 7. Oktober 1876 in Groß Rhüden geboren und lebte in Seesen und Münster. Am 31. Juli 1942 wurde sie ins Ghetto Theresienstadt deportiert und dort am 27. Januar 1944 ermordet. | Hier wohnte FRIEDA HANAUER Jg. 1876 deportiert 1942 Theresienstadt ermordet 17.1.1944                                                         | Frieda Hanauer       |
| Lange Straßer 19 ·         | 4. Dezember 2012    | Richard Hanauer (1885–1944) wurde am 2. Oktober 1885 in Seesen geboren und lebte dort und in Hamburg. Im Februar 1941 emigrierte er nach Amsterdam in die Niederlande und war am 20. Juni 1943 und im Zeitraum 29. September 1943 bis 18. Januar 1944 im Sammellager Westerbork inhaftiert. Von dort wurde er am 18. Januar 1944 nach Theresienstadt und am 16. Oktober 1944 ins Vernichtungslager Auschwitz deportiert, wo er am 18. Oktober 1944 ermordet wurde. | Hier wohnte RICHARD HANAUER Jg. 1885 deportiert 1944 Theresienstadt ermordet 18.10.1944 Auschwitz                                             | Richard Hanauer      |
| Lange Straßer 19 ·         | 4. Dezember 2012    | Gustav Hanauer (1871–1942) wurde am 9. Oktober 1871 in Groß Rhüden geboren und lebte in Duisburg und Düsseldorf. Am 25. Juli 1942 wurde er nach Theresienstadt deportiert und starb dort am 20. September 1942. | Hier wohnte GUSTAV HANAUER Jg. 1871 deportiert 1942 Theresienstadt ermordet 20.9.1942                                                         | Gustav Hanauer       |
| Lange Straßer 19 ·         | 4. Dezember 2012    | Alma Röhm (1885–?) wurde am 12. März 1883 als Alma Hanauer in Seesen geboren und lebte in Illingen und Kassel. Am 9. Dezember 1941 wurde sie von Kassel in das Ghetto nach Riga deportiert. Alma Rölen lebte seit 9. September 1932 unter verschiedenen Adressen in Kassel. | Hier wohnte ALMA RÖHM geb. Hanauer Jg. 1885 deportiert 1941 Riga ermordet                                                                     | Alma Röhm            |
| Lautenthaler Straße 49 ·   | 4. Dezember 2012    | Johanne Plaut (1868–1943) wurde am 20. Dezember 1868 als Johanna Hamm in Seesen geboren und lebte zuletzt in Berlin-Kreuzberg. Am 21. September 1942 wurde sie nach Theresienstadt deportiert und dort am 13. November 1943 ermordet. Sie war die Schwester von Moritz Hamm, der ebenfalls in Theresienstadt ermordet wurde. | Hier wohnte JOHANNE PLAUT geb. Hamm Jg. 1868 deportiert 1942 Theresienstadt ermordet 13.11.1943                                               | Johanne Plaut        |
| Lautenthaler Straße 49 ·   | 4. Dezember 2012    | Werner Plaut (1890–1944) wurde am 19. März 1890 in Seesen geboren und lebte zuletzt in Berlin-Kreuzberg. Am 17. März 1943 wurde er nach Theresienstadt und am 29. September 1944 nach Auschwitz ins Vernichtungslager deportiert. | Hier wohnte WERNER PLAUT Jg. 1890 deportiert 1943 Theresienstadt ermordet 29.9.1944 Auschwitz                                                 | Werner Plaut         |
| Braunschweiger Straße 12 · | 4. Dezember 2012    | Max Cohn (1895–1944) wurde am 22. Januar 1895 in Seesen geboren und lebte in Steinheim und zuletzt in Köln. Am 27. Juli 1942 wurde er nach Theresienstadt und am 28. September 1944 ins Vernichtungslager Auschwitz deportiert, wo er ermordet wurde. | Hier wohnte MAX COHN Jg. 1895 deportiert 1942 Auschwitz ermordet 28.9.1944                                                                    | Max Cohn             |

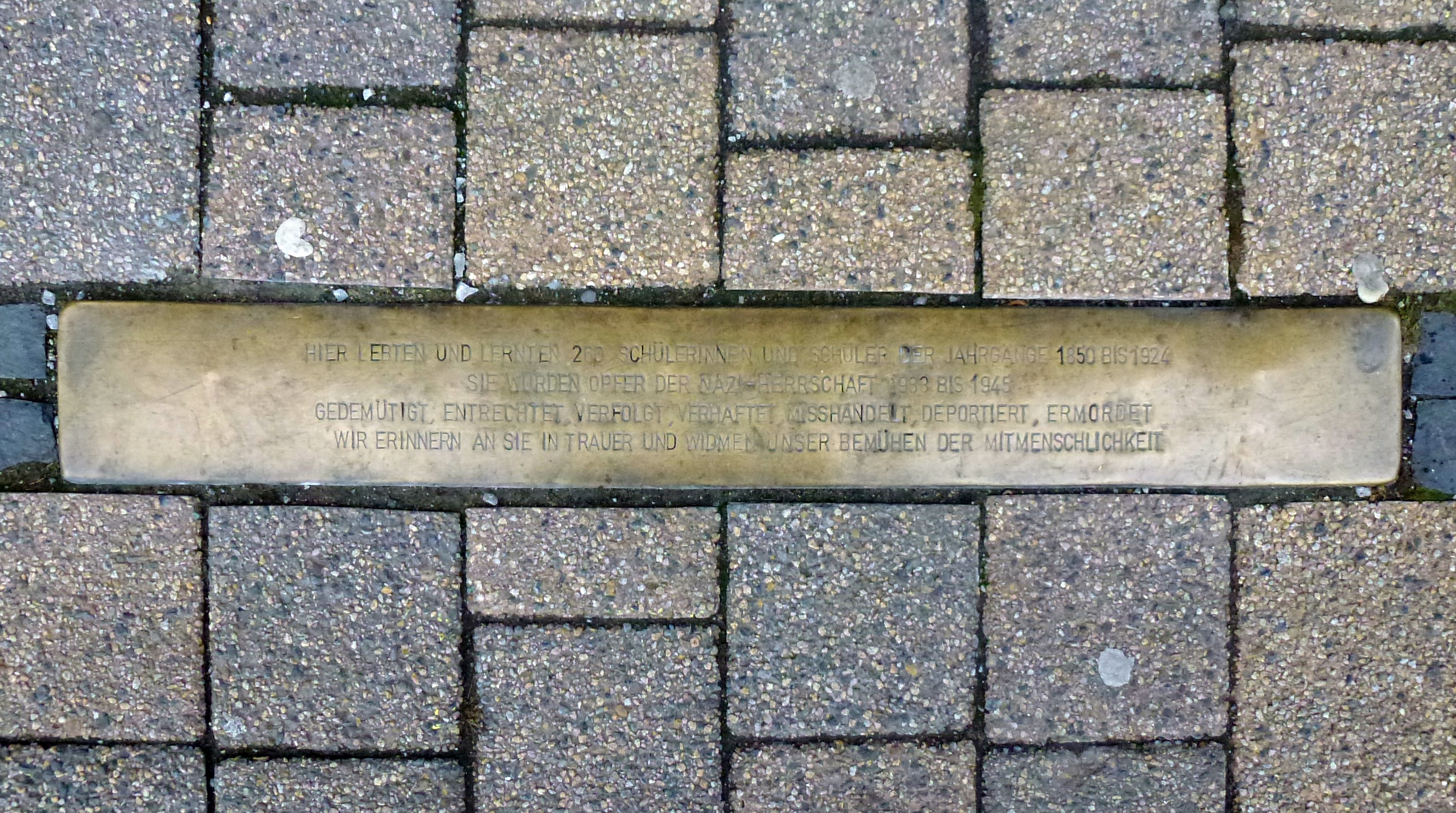
Stolperschwelle am Jacobsonplatz

Am Jacobsonplatz  wurde vor dem Portal des heutigen Bürgerhauses – dem Alumnat der ehemaligen Jacobsonschule – eine Stolperschwelle verlegt, die an 260 ermordete Schüler erinnert.
Sie trägt die Inschrift:
| Hier lebten und lernten 260 Schülerinnen und Schüler der Jahrgänge 1850 bis 1924 Sie wurden Opfer der Nazi-Herrschaft 1933 bis 1945 gedemütigt, entrechtet, verfolgt, verhaftet, misshandelt, deportiert, ermordet Wir erinnern an sie in Trauer und widmen unser Bemühen der Mitmenschlichkeit |

## Liste der Stolpersteine in Rhüden
| Adresse             | Datum der Verlegung | Person | Inschrift                                                                                                 | Bild              |
| ------------------- | ------------------- | --- | --- | ----------------- |
| Schlackenstraße 9 · | 3. Dezember 2012    | Hermann Plaut (1876–1942) wurde am 1. Januar 1876 in Frankenau geboren und lebte in Groß Rhüden und Hannover. Am 15. Dezember 1941 erfolgte seine Deportation von Hannover nach Riga, er wurde nach dem Zweiten Weltkrieg für tot erklärt. Hermann Plaut war Kaufmann in Rhüden und Vorsteher der Synagogengemeinde, er hatte mit seiner Frau Paula drei Kinder. Die beiden Töchter konnten 1939 nach England emigrieren, seine Frau starb am 11. Dezember 1941. Hermann Plaut und sein Sohn Rudolf Plaut wurden deportiert, Hermann Plaut kam am 30. November 1942 zu Tode. Die Namen von Hermann und Rudolf Plaut sind auf dem Mahnmal für die ermordeten Juden Hannovers am Opernplatz verzeichnet. | Hier wohnte HERMANN PLAUT Jg. 1876 deportiert 1941 Riga ermordet 30.11.1942                               | Hermann Plaut     |
| Schlackenstraße 9 · | 3. Dezember 2012    | Rudolf Plaut (1910–?) wurde am 18. Juni 1910 in Groß Rhüden geboren und lebte zuletzt in Hannover. Am 15. Dezember 1941 erfolgte seine Deportation von Hannover nach Riga. Nach dem Zweiten Weltkrieg wurde er für tot erklärt. Rudolf Plaut war der Sohn von Hermann Plaut. | Hier wohnte RUDOLF PLAUT Jg. 1910 deportiert 1941 Riga ermordet                                           | Rudolf Plaut      |
| Auf den Steinen 1 · | 3. Dezember 2012    | Hermine Bierwirth (1858–1942) wurde am 18. Juni 1858 als Hermine Sara Oppenheimer geboren und lebte zuletzt in Groß Rhüden. Am 23. Juli 1942 erfolgte mit Transport VIII/1-122 ihre Deportation von Hannover nach Theresienstadt, wo sie am 18. November 1942 ermordet wurde. | Hier wohnte HERMINE BIERWIRTH geb. Oppenheimer Jg. 1855 deportiert 1942 Theresienstadt ermordet 18.8.1942 | Hermine Bierwirth |